# Insigne voor het Vernietigen van Laagvliegende Vliegtuigen
Het Insigne voor het Vernietigen van Laagvliegende Vliegtuigen (Duits: Tieffliegervernichtungsabzeichen) werd op 12 januari 1945 door Adolf Hitler ingesteld.

## Geschiedenis
Op 13 januari 1945 stelde het Oberkommando der Wehrmacht de uitvoeringsvoorschriften vast, waarin vermeld wordt: "Het insigne wordt toegekend aan de militair die in de oorlog met handwapens (geweer, machinepistool, mitrailleur, kaliber 12 mm en kleiner) een vijandelijk laag vliegend vliegtuig heeft neergeschoten. Voor elk neergeschoten vliegtuig wordt een insigne toegekend aan de individuele schutter. Bij het neerschieten van vijf vijandelijke vliegtuigen wordt het insigne in goud verleend".
Of het insigne vanwege de gevorderde oorlogssituatie feitelijk uitgereikt is, is onzeker.

## Het uiterlijk
Het rechthoekige insigne is gemaakt van een aluminium weefsel (ca. 30 mm x 80 mm). De boven- en onderkant zijn afgebakend met een zwarte stoffen bies van 3 mm. In het midden is een uitgestanst vliegtuig aangebracht, dat gericht was van linksboven naar rechtsonder.

## Klasse
Het insigne werd in twee klasse toegekend:
- 2e Klasse (met een zilveren lint) - voor het neerschieten van een vijandelijk vliegtuig
- 1e Klasse (met een gouden lint) - voor het neerschieten van vijf vijandelijke vliegtuigen

## Draagwijze
Het insigne werd op de rechterbovenarm gedragen.

## Weblinks
- (de) Reichsgesetzblatt Teil I 1867-1945
- (nl) Foto van het insigne (zilveren versie)
- (de) Foto van het insigne (gouden en zilveren versie)